# 2012 في المملكة المتحدة
فيما يلي قوائم الأحداث التي وقعت خلال عام 2012 في المملكة المتحدة.

## أحداث
- 27 يوليو – حفل افتتاح الألعاب الأولمبية الصيفية 2012
- 25 يوليو – الألعاب الأولمبية الصيفية 2012
- 29 أغسطس – الألعاب البارالمبية الصيفية 2012

## سياسة

### تعيين في المنصب
- 4 سبتمبر – أندرو روباثان Minister of State for the Armed Forces [الإنجليزية]‏.
- 4 سبتمبر – جيريمي هنت Secretary of State for Health and Social Care [الإنجليزية]‏.
- 4 سبتمبر – داميان غرين Minister of State for Policing, Fire and Crime Prevention [الإنجليزية]‏.
- 4 سبتمبر – ماريا ميلر Secretary of State for Culture, Media and Sport [الإنجليزية]‏.
- 5 سبتمبر – نيكولا ستارجن Cabinet Secretary for Infrastructure, Investment and Cities [الإنجليزية]‏.

### انتهاء فترة المنصب
- 5 سبتمبر – نيكولا ستارجن Cabinet Secretary for Health and Wellbeing [الإنجليزية]‏.

## رياضة
- 1 يناير – ألعاب القوى في الألعاب الأولمبية الصيفية 2012
- 1 يناير – بطولة ويمبلدون 2012
- 1 يناير – كرة المضرب في الألعاب الأولمبية الصيفية 2012
- 8 يوليو – جائزة بريطانيا الكبرى 2012 الفائز مارك ويبر.
- 4 أغسطس – 20 كيلومتر مشي في الألعاب الأولمبية الصيفية 2012 - رجال
- 5 أغسطس – 100 متر في الألعاب الأولمبية الصيفية 2012 - رجال

## أفلام
من الأفلام التي صدرت هذه السنة في المملكة المتحدة:
- 1 يناير – أسبوعي مع مارلين من إخراج سيمون كورتيس.
- 1 يناير – الآن أفضل من إخراج Ol Parker [الإنجليزية]‏.
- 1 يناير – الأصولية المترددة من إخراج ميرا ناير.
- 1 يناير – المختلين السبعة من إخراج مارتن ماكدونا.
- 1 يناير – المرأة الحديدية من إخراج Phyllida Lloyd [الإنجليزية]‏.
- 1 يناير – المرأة ذات الرداء الأسود من إخراج جيمس واتكنز.
- 1 يناير – المعجزة الكبرى من إخراج كين كوابيس.
- 1 يناير – الهوبيت: رحلة غير متوقعة من إخراج بيتر جاكسون.
- 1 يناير – حصان حرب من إخراج ستيفن سبيلبرغ.
- 1 يناير – ذا ايمبوستر
- 1 يناير – ريزدنت إيفل: الجزاء من إخراج بول أندرسون.
- 1 يناير – صيد السلمون في اليمن من إخراج لاسي هالستروم.
- 1 يناير – عار من إخراج ستيف ماكوين.
- 1 يناير – نحتاج للتحدث عن كيفين من إخراج لين رامزي.
- 1 يناير – وقائع من إخراج Josh Trank [الإنجليزية]‏.
- 19 يناير – البحث عن رجل السكر من إخراج مالك بن جلول.
- 23 مايو – على الطريق من إخراج والتر سالس، سام رايلاي.
- 30 مايو – بروميثيوس من إخراج ريدلي سكوت.[1]
- 30 مايو – بياض الثلج والصياد من إخراج روبرت ساندرز.
- 20 يوليو – نهوض فارس الظلام من إخراج كريستوفر نولان.[2]
- 31 أغسطس – فعل القتل من إخراج جوشوا أوبنهايمر.
- 5 سبتمبر – سمكري خياط جندي جاسوس من إخراج توماس ألفريدسون.
- 7 سبتمبر – أنا كارينينا من إخراج جو رايت.
- 23 أكتوبر – سكايفول من إخراج سام ميندز.
- 3 نوفمبر – جيه إدغار من إخراج كلينت إيستوود.
- 5 ديسمبر – البؤساء من إخراج توم هوبر.
- 12 ديسمبر – الفتاة ذات وشم التنين من إخراج ديفيد فينشر.

## برامج ومسلسلات وأنمي
- فريق البطل: 108

## موسيقى

### ألبومات
من الألبومات التي صدرت هذه السنة في المملكة المتحدة:
- 23 مارس – إم دي إن ايه من غناء مادونا.

## كتب
من الكتب التي صدرت هذه السنة في المملكة المتحدة:
- 27 سبتمبر – منصب شاغر من تأليف ج. ك. رولينج.

## وفيات

### يناير
- 12 يناير – ريجنالد هيل (مواليد 1936)[3]

### فبراير
- 9 فبراير – جون هيك (مواليد 1922)[4]
- 15 فبراير – آلن كوتريل (مواليد 1919)[5]

### مارس
- 3 مارس – ديف شارنلي (مواليد 1935) ملاكم من المملكة المتحدة.[6]
- 28 مارس – جون أردن (مواليد 1930)[7]

### أبريل
- 12 أبريل – نيل ترومان (مواليد 1945) لاعبة كرة مضرب بريطانية.
- 15 أبريل – موراي روز (مواليد 1939) سبّاح أسترالي.[8]
- 26 أبريل – تيرينس سبينكس (مواليد 1938) ملاكم من المملكة المتحدة.[9]

### مايو
- 9 مايو – فيدال ساسون (مواليد 1928)[10]
- 20 مايو – روبن غيب (مواليد 1949)[11]
- 30 مايو – أندرو هكسلي (مواليد 1917)[12]
- 31 مايو – بول سوسمان (مواليد 1966) كاتب إنجليزي.[13]

### يونيو
- 2 يونيو – ريتشارد داوسون (مواليد 1932) ممثل من الولايات المتحدة.[14]
- 3 يونيو – روي سالفادوري (مواليد 1922)[15]
- 10 يونيو – غوردون وست (مواليد 1943) لاعب كرة قدم إنجليزي.[16]

### يوليو
- 21 يوليو – ألكسندر كوكبورن (مواليد 1941)[17]
- 22 يوليو – أريك بيل (مواليد 1929) لاعب كرة قدم إنجليزي.[18]
- 27 يوليو – جاك تايلور (مواليد 1930)

### أغسطس
- 2 أغسطس – جون كيغان (مواليد 1934)[19]
- 6 أغسطس – برنارد لوفيل (مواليد 1913) عالم فلك بريطاني.[20]
- 14 أغسطس – برايان غرين (مواليد 1935) لاعب ومدرب كرة قدم إنجليزي.[21]
- 14 أغسطس – سيرجي كابيتسا (مواليد 1928) عالم فيزياء وعلم سكان روسي.[22]
- 19 أغسطس – توني سكوت (مواليد 1944)[23]
- 22 أغسطس – نينا باودن (مواليد 1925)

### سبتمبر
- 6 سبتمبر – لوري درنغ (مواليد 1931)
- 12 سبتمبر – جيمي اندروز (مواليد 1927) لاعب كرة قدم اسكتلندي.[24]
- 25 سبتمبر – إريك آيفيس (مواليد 1931) مؤرخ بريطاني.[25]

### أكتوبر
- 2 أكتوبر – نيكولاس هاندي (مواليد 1941) كيميائي بريطاني.[26]
- 5 أكتوبر – كيث كامبل (مواليد 1954)
- 6 أكتوبر – جون سمارت (مواليد 1920)[27]
- 25 أكتوبر – جون كونيلي (مواليد 1938) لاعب كرة قدم إنجليزي.[28]
- 28 أكتوبر – جاك دلال (مواليد 1923) مصرفي بريطاني.[29]

### نوفمبر
- 7 نوفمبر – ديفيد اوليف (مواليد 1937) فيزيائي بريطاني.
- 10 نوفمبر – أريك داي (مواليد 1921) لاعب كرة قدم من المملكة المتحدة.
- 10 نوفمبر – والي سويفت (مواليد 1936)
- 11 نوفمبر – ريكس هانت (مواليد 1926)[30]
- 12 نوفمبر – رونالد ستريتون (مواليد 1930) درّاج طريق من المملكة المتحدة.
- 25 نوفمبر – ديف سيكستون (مواليد 1930) لاعب ومدرب كرة قدم إنجليزي.[31]

### ديسمبر
- 1 ديسمبر – فيل تايلور (مواليد 1917) لاعب كرة قدم إنجليزي.
- 5 ديسمبر – دوغ سميث (مواليد 1937) لاعب كرة قدم من المملكة المتحدة.
- 9 ديسمبر – باتريك مور (مواليد 1923)[32]